# Leonard Pecyna

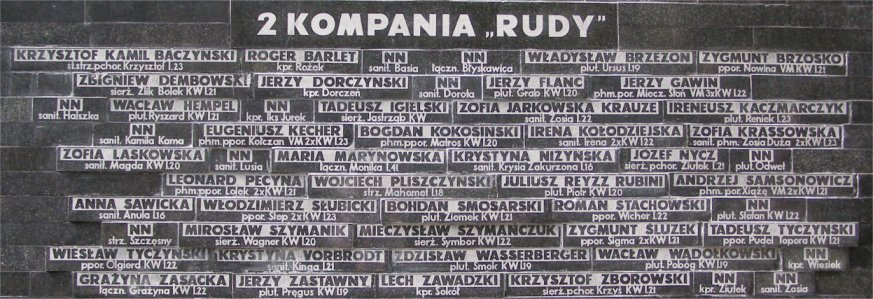
Mogiła symboliczna na Wojskowych Powązkach. Nazwisko Leonarda znajduje się w 6. rzędzie

Leonard Pecyna ps. Lolek (ur. 4 listopada 1922, zm. 18 września 1944 w Warszawie) – podharcmistrz, podporucznik, powstaniec warszawski.

## Życiorys
Był harcerzem 5 Warszawskiej Drużyny Harcerskiej. Podczas okupacji niemieckiej działał podziemiu zbrojnym. Należał do Hufca Centrum w Grupach Szturmowych Szarych Szeregów.
W powstaniu warszawskim był ostatnim dowódcą II plutonu „Alek” w 2. kompanii „Rudy” batalionu „Zośka”. Walczył na Woli, Starym Mieście i na Czerniakowie.
Poległ 18 września w walkach powstańczych przy ul. Wilanowskiej 18 na Górnym Czerniakowie. Miał 21 lat. Został dwukrotnie odznaczony Krzyżem Walecznych. Pochowany na cmentarzu Powązkowskim (kwatera 266-3-24). Jego symboliczna mogiła znajduje się na Powązkach Wojskowych w Warszawie.